# Aiptasia insignis
Aiptasia insignis är en havsanemonart som beskrevs av Oscar Henrik Carlgren 1941. Aiptasia insignis ingår i släktet Aiptasia och familjen Aiptasiidae. Inga underarter finns listade i Catalogue of Life.